# IJsselmeer

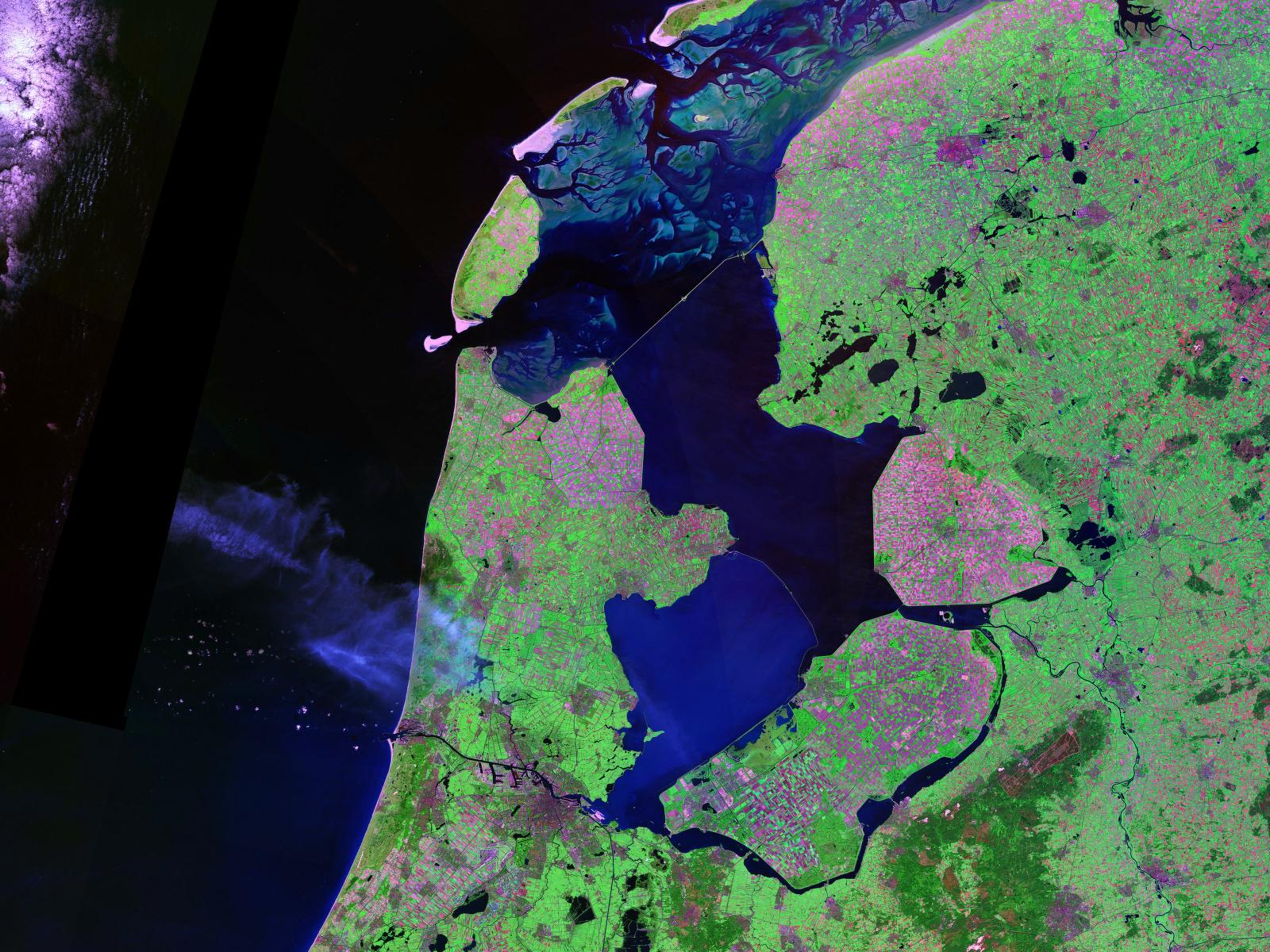
El llac IJssel des de l'espai

L'IJsselmeer ('Llac IJssel' en neerlandès) és un estany artificial dels Països Baixos, envoltat per les províncies d'Holanda del Nord, Frísia i Flevoland, fruit del tancament l'any 1932 de l'antic Zuiderzee (mar del Sud, per oposició al mar del Nord des d'una perspectiva de les Illes Frisones) mitjançant l'Afsluitdijk, (Dic de tancament) que uneix el nord d'Holanda del Nord amb Frísia.

## Objectius
- Reduir la longitud de costa a protegir dels embats del mar (amb el consegüent estalvi en construcció de dics) i augmentar la seguretat de totes les poblacions (sovint sotmeses a inundacions) de l'extint Zuiderzee (objectiu principal).
- Augmentar la superfície agrícola mitjançant la construcció de pòlders. Això fou realitzat només en part, notablement amb la construcció de la província de Flevoland, si bé una creixent oposició ecologista n'impedí la realització en tota la magnitud originàriament planejada.
- Disposar d'una immensa reserva d'aigua dolça.
- Millorar les comunicacions entre Holanda i Frísia (aconseguida amb la construcció d'una autopista que travessa el dic).

## Hidrologia
Té una superfície de 1.100 km2. Situat en una zona deltaica, és molt poc profund: la fondària màxima n'és de 5,5 m, a Urk. És alimentat per, entre d'altres, l'IJssel i l'Utrechtse Vecht (ambdós braços del Rin), l'Eem i l'Amstel.
L'aigua és evacuada cap al mar de Wadden per mitjà de dos complexos de rescloses, l'un prop de Den Oever i l'altre a Kornwerderzand. Ambdós permeten, a més, el pas de vaixells. L'evacuació de l'aigua s'ha de fer amb marea baixa a mar obert, de manera que el nivell a l'interior del llac resulti més alt i no calgui bombar-ne l'aigua. Amb el canvi climàtic, però, es preveu que el nivell mitjà del mar de Wadden s'apugi 25 cm, cosa que, unida a una previsible duplicació de la quantitat d'aigua a evacuar, pot fer més complicat el procés i dur a reconsiderar les actuals rescloses.